# Armendarits
Armendarits település Franciaországban, Pyrénées-Atlantiques megyében. Lakosainak száma 392 fő (2022. január 1.). Armendarits Beyrie-sur-Joyeuse, Hélette, Iholdy, Lantabat, Méharin, Saint-Esteben és Saint-Martin-d’Arberoue községekkel határos.

## Népesség
A település népességének változása:
| Lakosok száma | 380  | 396  | 411  | 412  | 405  | 402  | 396  | 390  | 386  | 392  |
|               | 2010 | 2013 | 2015 | 2016 | 2017 | 2018 | 2019 | 2020 | 2021 | 2022 |